# Richard Freitag
Richard Freitag (Erlabrunn, 14 de agosto de 1981) es un deportista alemán que compite en salto en esquí. Su hermana Selina compite en el mismo deporte.
Participó en dos Juegos Olímpicos de Invierno, en los años 2014 y 2018, obteniendo una medalla de plata en Pyeongchang 2018, en la prueba de trampolín grande por equipo (junto con Karl Geiger, Stephan Leyhe y Andreas Wellinger).
Ganó cuatro medallas en el Campeonato Mundial de Esquí Nórdico entre los años 2013 y 2019.

## Palmarés internacional
| Juegos Olímpicos   | Juegos Olímpicos            | Juegos Olímpicos  | Juegos Olímpicos |
| Año                | Lugar                       | Medalla           | Prueba           |
| ------------------ | --------------------------- | ----------------- | ---------------- |
| 2018               | Pyeongchang (Corea del Sur) | Medalla de plata  | TG por equipo    |
| Campeonato Mundial |                             |                   |                  |
| Año                | Lugar                       | Medalla           | Prueba           |
| 2013               | Val di Fiemme (Italia)      | Medalla de plata  | TG por equipo    |
| 2013               | Val di Fiemme (Italia)      | Medalla de bronce | TN equipo mixto  |
| 2015               | Falun (Suecia)              | Medalla de oro    | TN equipo mixto  |
| 2019               | Seefeld (Austria)           | Medalla de oro    | TG por equipo    |